# Escudo del Tocantins

Escudo de armas del Estado Brasileño de Tocantins

El escudo de armas del estado de Tocantins es un escudo de armas creado por la ley estatal N.º 92 del 17 de noviembre de 1989.
En la parte superior del escudo se ve una frase en tupí: “Co yvy ore retama”, que significa en español: "Esta tierra es nuestra".
El autor del diseño del escudo de armas del Estado de Tocantins es el heraldista José Luiz Pereira de Moura, quien firma sus obras como Zeluiz, nacido en el estado de Pará, en el norte de Brasil, actualmente es residente en Brasilia.
- Datos: Q11681589